# Петрово (Бокситогорский район)
Петрово — деревня в Ефимовском городском поселении Бокситогорского района Ленинградской области.

## История
Деревня Петрова упоминается на карте Новгородского наместничества 1792 года А. М. Вильбрехта.

ПЕТРОВА (ПЕТРОВСКАЯ) — деревня Пожарищского общества, прихода Пелушского погоста. 

Крестьянских дворов — 10. Строений — 17, в том числе жилых — 11. Жители занимаются рубкой, возкой и сплавом леса.

Число жителей по приходским сведениям 1879 г.: 27 м. п., 27 ж. п.

В конце XIX — начале XX века деревня административно относилась к Борисовщинской волости 5-го земского участка 3-го стана Тихвинского уезда Новгородской губернии.

ПЕТРОВО (ПЕТРОВСКАЯ) — деревня Пожарищского общества, дворов — 12, жилых домов — 12, число жителей: 41 м. п., 33 ж. п.
 
Занятия жителей — земледелие. Река Лидь. Винная лавка. (1910 год)

По данным 1933 года деревня Петрово входила в состав Пожарищенского вепсского национального сельсовета Ефимовского района.
По данным 1966 и 1973 годов деревня Петрово входила в состав Пожарищенского сельсовета. В 21 км от деревни находился Боровский лесопункт узкоколейной железной дороги Ефимовского лестрансхоза.
По данным 1990 года деревня Петрово входила в состав Радогощинского сельсовета.
В 1997 году в деревне Петрово Радогощинской волости проживали 19 человек, в 2002 году — 14 человек (русские — 43 %, вепсы — 57 %).
В 2007 году в деревне Петрово Радогощинского СП было зарегистрировано 8 человек, в 2010 году — 7 человек, в 2015 году — 3 человека.
В мае 2019 года Радогощинское сельское поселение вошло в состав Ефимовского городского поселения.

## География
Деревня расположена в северо-восточной части района на автодороге 41К-038 (Радогощь — Пелуши).
Расстояние до деревни Радогощь — 9 км.
Деревня находится на правом берегу Лидь.

## Демография
| 1997 | 2002 | 2007 | 2010 | 2017 |
| ---- | ---- | ---- | ---- | ---- |
| 19   | ↘14  | ↘8   | ↘7   | ↘2   |

## Инфраструктура
На 1 января 2016 года в деревне было зарегистрировано 3 домохозяйства, в которых постоянно проживали 3 человека.
На 1 января 2017 года в деревне было зарегистрировано: домохозяйств — 2, проживающих постоянно — 2 человека.